# Samario
El samario es un elemento químico de símbolo Sm y número atómico 62.  Presenta una estructura cristalina romboedral, una masa atómica de 150,35 y una densidad de 7,35 g/cm³.
Aunque clasificado como un elemento de tierras raras, el samario es el 40.º elemento más abundante en la corteza terrestre y más común que metales tales como el estaño. El samario se presenta en una concentración de hasta el 2,8 % en varios minerales, incluidos cerita, gadolinita, samarskita, monacita y bastnäsita, siendo las dos últimas las fuentes comerciales más comunes del elemento. Estos minerales se encuentran principalmente en China, Estados Unidos, Brasil, India, Sri Lanka y Australia; China es, con mucho, el líder mundial en la extracción y producción de samario.
El principal uso comercial del samario es en los imanes de samario-cobalto, que tienen una magnetización permanente solo superada por los imanes de neodimio; sin embargo, los compuestos de samario pueden soportar temperaturas significativamente más altas, por encima de los 700 grados Celsius (1292,0 °F), sin perder sus propiedades magnéticas, debido al punto de Curie más alto de la aleación. El radioisótopo samario-153 es el componente activo del fármaco samario (153Sm) lexidronam (Quadramet), que se utiliza para eliminar células cancerosas en el cáncer de pulmón, cáncer de próstata, cáncer de mama y osteosarcoma. Otro isótopo, el samario-149, es un fuerte absorbente de neutrones y, por lo tanto, se agrega a las barras de control de los reactores nucleares. También se forma como producto de desintegración durante el funcionamiento de un reactor nuclear y es uno de los factores importantes que se tienen en cuenta en el diseño y funcionamiento del mismo. Otros usos del samario son la catálisis de las reacciones químicas, la datación radiactiva y el láser de rayos X.

## Historia

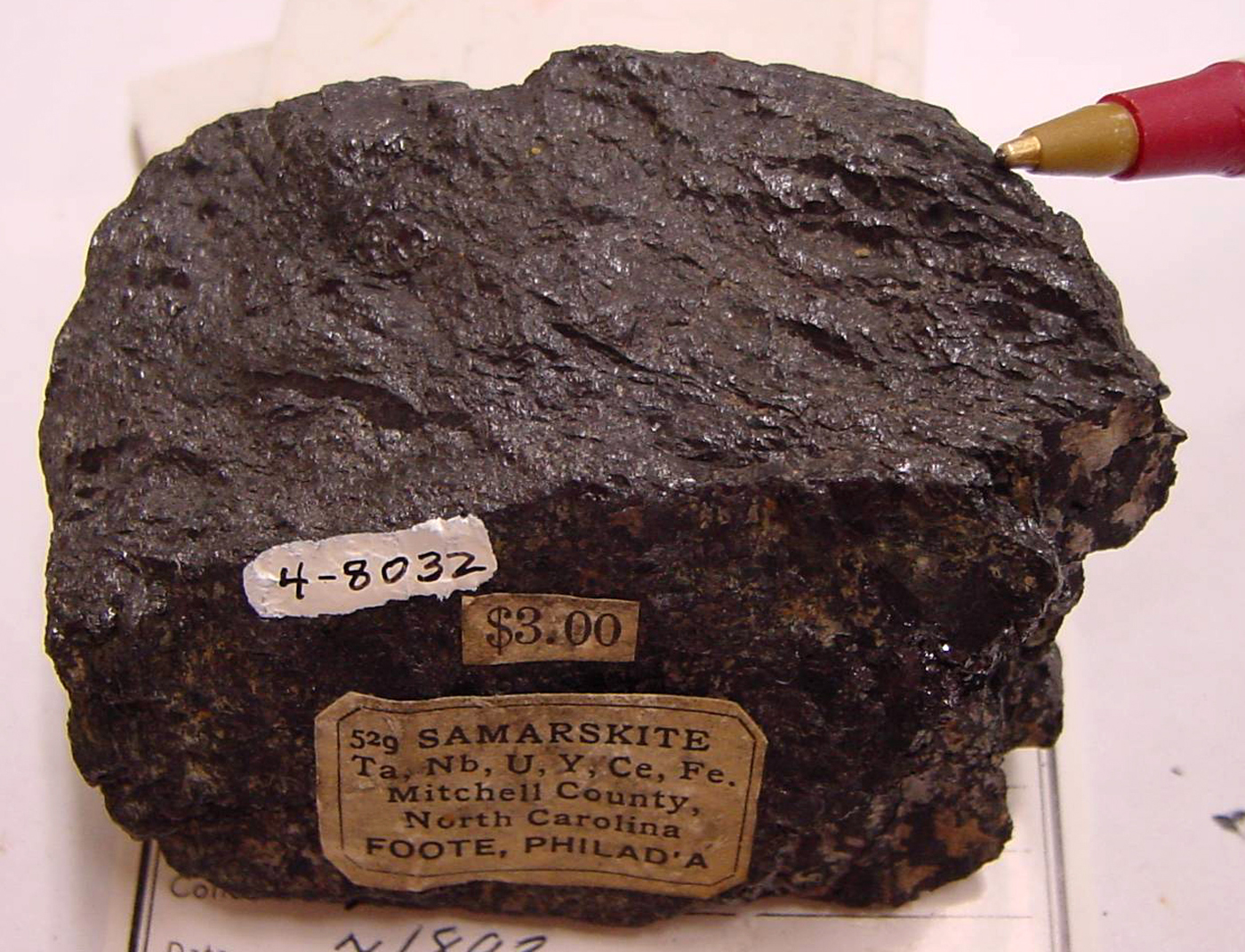
Samarskita del condado de Mitchell, en Carolina del Norte.

El samario fue descubierto en 1853 por el químico suizo Jean Charles Galissard de Marignac y aislado en 1879 por el químico francés Paul Emile Lecoq de Boisbaudran a partir del mineral samarskita. El mineral se encontró inicialmente en los montes Urales, y el nombre del mineral y el elemento honran la memoria de Vasili Samarsky-Bykhovets, un coronel ruso funcionario de minas  quien se convirtió así en la primera persona en tener un elemento químico que lleva su nombre, aunque indirectamente.

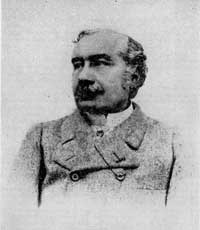
Paul Émile Lecoq de Boisbaudran, el descubridor del samario

La detección del samario y los elementos relacionados fue anunciada por varios científicos en la segunda mitad del siglo XIX; sin embargo, la mayoría de las fuentes dan prioridad al químico Francés Paul-Émile Lecoq de Boisbaudran. Boisbaudran aisló el óxido y/o hidróxido de samario en París en 1879 a partir del mineral samarskita. ((Y,Ce,U,Fe)
3(Nb,Ta,Ti)
5O
16) e identificó en él un nuevo elemento a través de agudas líneas de absorción óptica. El químico suizo Marc Delafontaine anunció un nuevo elemento decipium (de en latín: decipiens que significa "engañoso, equívoco") en 1878, pero más tarde, en 1880-1881, demostró que era una mezcla de varios elementos, uno de ellos idéntico al samario de Boisbaudran. Aunque la samarsquita se encontró por primera vez en la remota región rusa de los Urales, a finales de la década de 1870 se había encontrado en otros lugares, lo que la puso a disposición de muchos investigadores. En particular, se descubrió que el samario aislado por Boisbaudran también era impuro y tenía una cantidad comparable de europio. El elemento puro no fue producido hasta 1901 por Eugène-Anatole Demarçay.

## Propiedades
El samario es un elemento químico de símbolo Sm y número atómico 62. Es miembro del grupo de las tierras raras. Su peso atómico es de 150,35 y son 7 los isótopos que se encuentran en la naturaleza; 147Sm, 148Sm y 149Sm son radiactivos y emiten partículas α.
El óxido de samario es de color amarillo pálido, muy soluble en la mayor parte de los ácidos, dando sales amarillo-topacio en solución. 
El samario tiene un empleo limitado en la industria cerámica y se utiliza como catalizador en ciertas reacciones orgánicas. Uno de sus isótopos tiene una superficie grande para la captura de neutrones, por lo que es de gran interés en la industria atómica como barra de control y envenenamientos nucleares.
El samario fue observado espectroscópicamente por Jean Charles Galissard de Marignac, un químico suizo, en un material conocido como didimio en 1853. Paul-Émile Lecoq de Boisbaudran, un científico francés, fue el primero en aislar el samario del mineral samarskita ((Y, Ce, U, Fe)3(Nb, Ta, Ti)5O16) en 1879.
Actualmente el samario es obtenido principalmente a través de un proceso de intercambio iónico de la arena de monacita ((Ce, La, Th, Nd, Y)PO4), un material rico en elementos de tierras raras que contiene hasta un 2,8 % de samario.
El samario es uno de los elementos de tierras raras usados para hacer lámparas de arco voltaico de carbono, las cuales son usadas en la industria del cine para la iluminación de los estudios y las luces de los proyectores. El samario también compone sobre el 1 % del metal Misch, un material que es usado para hacer piedras de mecheros.
El samario forma un compuesto con el cobalto (SmCo5) que es un poderoso imán permanente con mayor resistencia a la desmagnetización que cualquier otro material conocido. El óxido de samario (Sm2O3) se añade al cristal para absorber radiación infrarroja y actúa como un catalizador de la deshidratación y deshidrogenización del etanol (C2H6O).

## Aplicaciones
- El óxido de samario se utiliza en óptica para absorber la luz infrarroja.
- Se usa como catalizador en la deshidratación y en la deshidrogenación de etanol.
- Se usa como parte de una aleación en los imanes de samario-cobalto, por ejemplo en los audífonos.
- El samario 153 se utiliza junto con el estroncio 89 en radioterapia paliativa para la disminución del dolor en pacientes con enfermedades terminales.[cita requerida]

El óxido de samario se utiliza en óptica para absorber la luz infrarroja. Además también se usa como catalizador en la deshidratación y en la deshidrogenación de etanol. Aparte se usa como parte de una aleación en los imanes de samario-cobalto.
El samario, junto con el resto de las tierras raras, se usa en el arco de carbono para la proyección de películas, en vidrios que absorben el infrarrojo y absorbente de neutrones en reactores nucleares.
La aleación SmCo5 se ha empleado para construir un nuevo material magnético con la mayor resistencia a la desmagnetización conocida. Además, se ha usado para dopar cristales de fluoruro de calcio para la construcción de láseres y máseres
Un reciente estudio de la Universidad de Míchigan en EE. UU. ha descubierto que la aleación SmB6, el hexabórido de Samario, tiene fuertes propiedades como aislante topológico. Los aislantes topológicos conducen corrientes eléctricas a través de su superficie y la neutralizan en su interior. Esta propiedad permite la aparición de electrones de Dirac, la cual podría ser útil en el desarrollo de un transistor cuántico y permitir por lo tanto un nuevo avance en el campo de la computación cuántica.

## Ocurrencia y producción

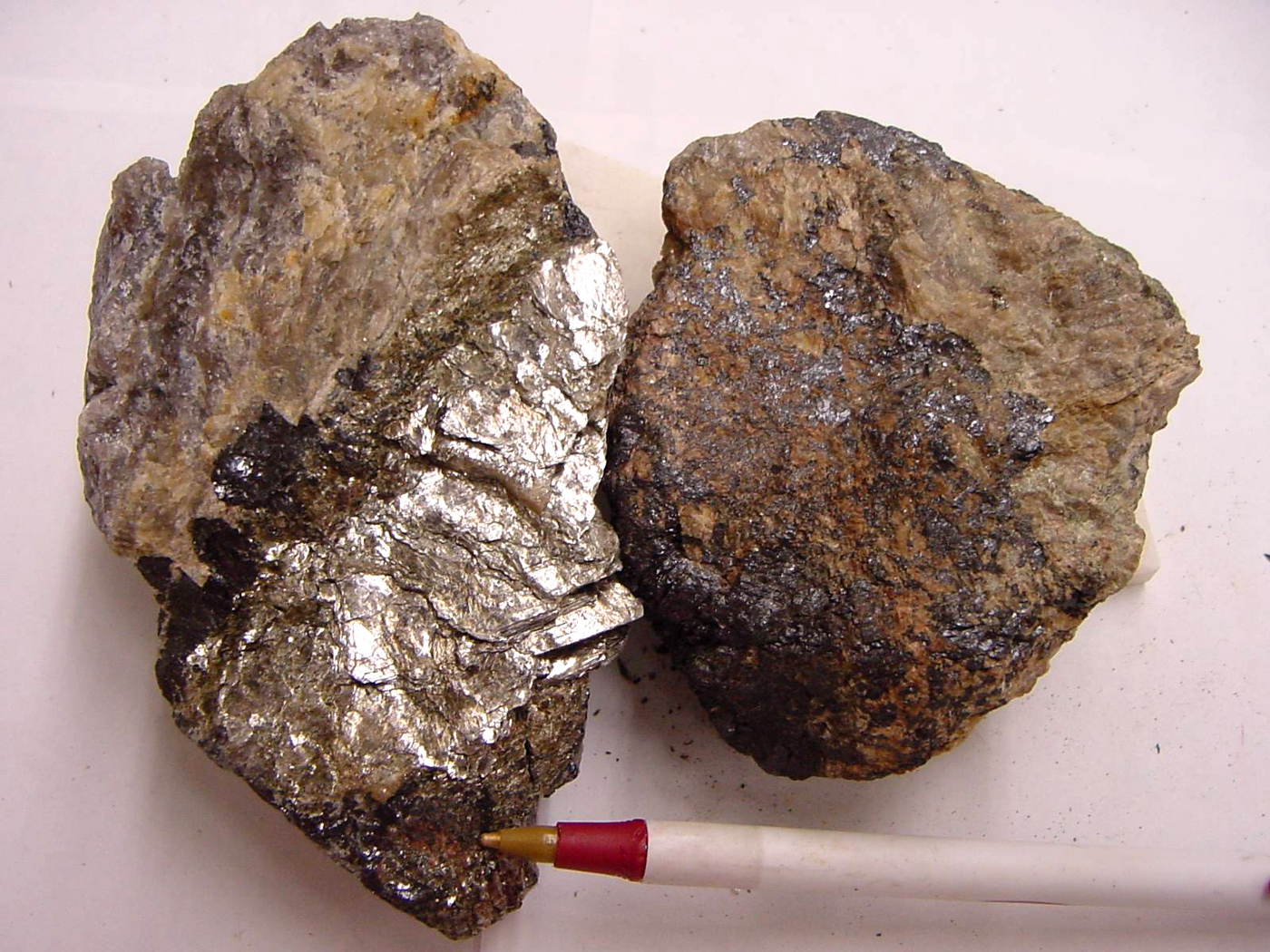
Samarskita

Con una concentración media de unas 8 partes por millón (ppm), el samario es el 40.º elemento más abundante en la corteza terrestre. Es el quinto lantánido más abundante y es más común que elementos como el estaño. La concentración de samario en los suelos varía entre 2 y 23 ppm, y los océanos contienen alrededor de 0,5-0,8 partes por trillón. La distribución del samario en los suelos depende en gran medida de su estado químico y es muy poco homogénea: en los suelos arenosos, la concentración de samario es unas 200 veces mayor en la superficie de las partículas del suelo que en el agua atrapada entre ellas, y esta proporción puede superar las 1000 en las arcillas.
El samario no se encuentra libre en la naturaleza, sino que, al igual que otros elementos de tierras raras, está contenido en muchos minerales, como la monacita, la bastnasita, la cerita, la gadolinita y la samarskita; la monacita (en la que el samario se encuentra en concentraciones de hasta el 2,8%) y la bastnäsite se utilizan principalmente como fuentes comerciales. Los recursos mundiales de samario se estiman en dos millones de toneladas; se encuentran principalmente en China, EE. UU., Brasil, India, Sri Lanka y Australia, y la producción anual es de unas 700 toneladas. Los informes de producción de los países se suelen dar para todos los metales de tierras raras combinados. China es, con diferencia, el país con mayor producción, con 120.000 toneladas extraídas al año; le siguen EE. UU. (unas 5.000 toneladas) e India (2.700 toneladas). El samario se suele vender como óxido, que al precio de unos 30 dólares/kg es uno de los óxidos de lantánidos más baratos. Mientras que el metal de Misch -una mezcla de metales de tierras raras que contiene alrededor de un 1% de samario- se ha utilizado durante mucho tiempo, el samario relativamente puro sólo se ha aislado recientemente, mediante procesos de intercambio iónico, técnicas de extracción con disolventes y deposición electroquímica. El metal suele prepararse por electrólisis de una mezcla fundida de cloruro de samario(III) con cloruro de sodio o cloruro de calcio. El samario también puede obtenerse reduciendo su óxido con lantano. El producto se destila para separar el samario (punto de ebullición 1794 °C) y el lantano (p.b. 3464 °C).
La dominación del samario en los minerales es única. Los minerales con samario esencial (dominante) incluyen monacita-(Sm) y florencita-(Sm). Son muy raros.
Actualmente el samario es obtenido principalmente a través de un proceso de intercambio iónico de la arena de monacita ((Ce, La, Th, Nd, Y)PO4), un material rico en elementos de tierras raras que contiene hasta un 2,8 % de samario.

## Efecto del samario en la salud
El samario es un elemento químico raro que puede ser encontrado en equipos como televisores en color, lámparas fluorescentes y cristales. Raramente se encuentra en la naturaleza, ya que se da en cantidades muy pequeñas. Así pues normalmente se encuentra solamente en dos tipos distintos de minerales.
El uso del samario sigue aumentando debido al hecho de que es útil para producir catalizadores y para pulir cristales. Es más peligroso en el ambiente de trabajo, debido al hecho de que las humedades y los gases pueden ser inhalados con el aire, lo que puede causar embolias pulmonares, especialmente durante exposiciones a largo plazo. También puede ser una amenaza para el hígado cuando se acumula en el cuerpo humano.

## Efecto del samario en el medio ambiente
El samario es vertido al medio ambiente en muchos lugares diferentes, principalmente por industrial productoras de petróleo. También puede entrar en el medio ambiente cuando se tiran los equipos domésticos. Se acumulará gradualmente en los suelos y en el agua de los suelos y esto llevará finalmente a incrementar la concentración en humanos, animales y partículas del suelo.
En los animales acuáticos provoca daños a las membranas celulares, lo que tiene varias influencias negativas en la reproducción y en las funciones del sistema nervioso.